# Neel Kashkari

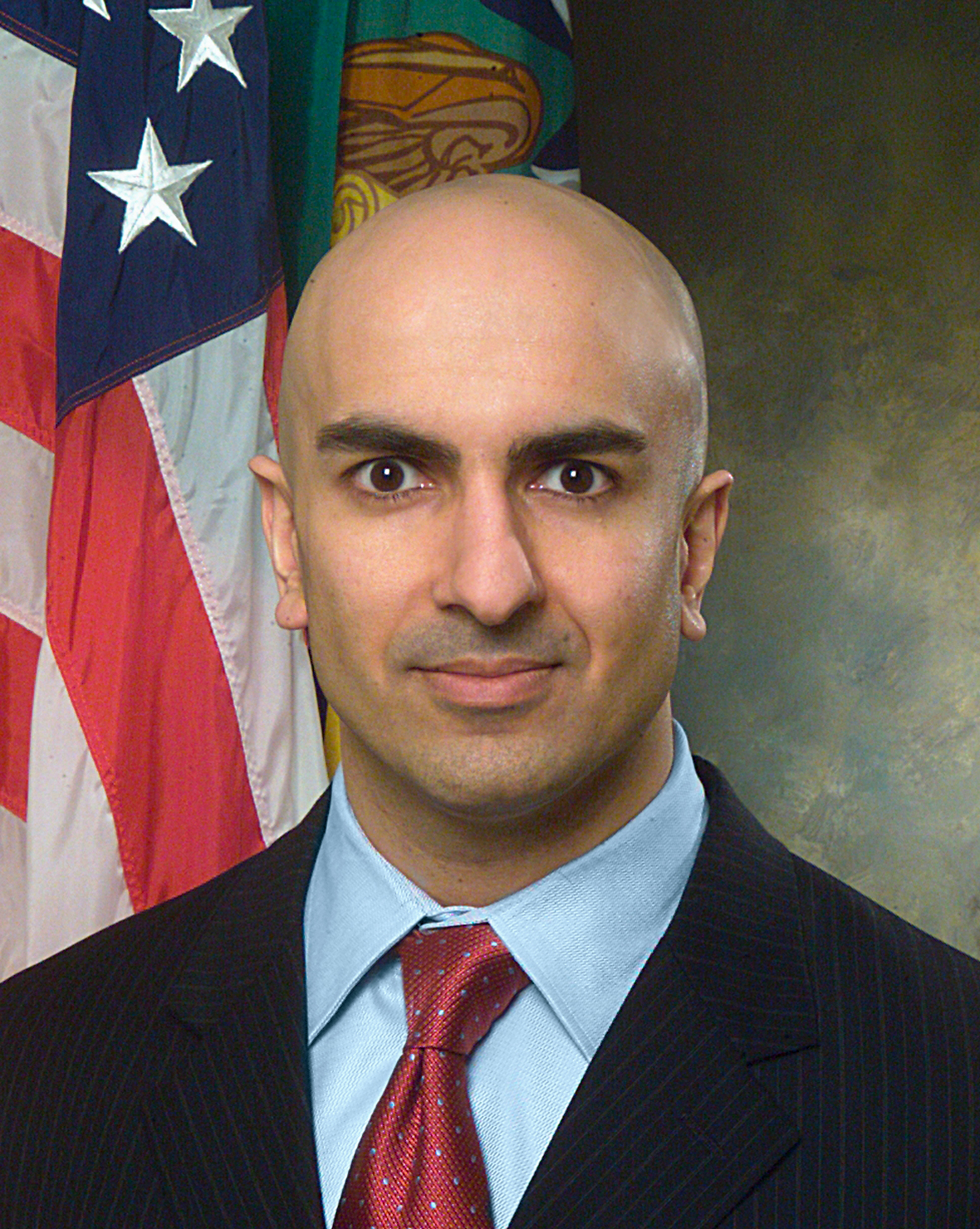
Neel Kashkari

Neel Kashkari (Akron, 30 juli 1973) is een Amerikaans ingenieur, topfunctionaris en politicus.

## Achtergrond
De ouders van Neel Kashkari, Chaman en Sheila Kashkari, zijn hindoes uit de Indiase deelstaat Kasjmir die uit economische motieven emigreerden naar Ohio in de Verenigde Staten. Neel Kashkari groeide op in Stow (Ohio) en bezocht de Stow-Munroe Falls School en de Western Reserve Academy in Hudson (Ohio). Nadien schreef hij zich in 1991 in aan de Universiteit van Illinois te Urbana-Champaign, waaraan hij een bachelor en master in de ingenieurswetenschappen behaalde. Zijn eerste werkervaring als ingenieur was bij TRW, tegenwoordig Northrop Grumman Space Development geheten, waar hij onder andere meewerkte aan het NASA-project van de James Webb Ruimtetelescoop. In juni 2000 verliet hij de firma en begon aan een MBA aan de Wharton School.

## Loopbaan in de financiële sector
Met zijn MBA op zak werd hij in 2002 aangeworven in het filiaal in San Francisco van de investeringsbank Goldman, Sachs & Co, waar hij een aantal firma's uit Silicon Valley als klant toegewezen kreeg. In juli 2006 werd hij eerst adviseur, twee jaar later, in de zomer van 2008, staatssecretaris bij minister Paulson, die hij nog kende uit de tijd dat hij voor Goldman werkte en Paulson daar toen de CEO was.
Kashkari werd op 6 oktober 2008, ten tijde dat de kredietcrisis volop woedde, door de Amerikaanse minister van Financiën Henry Paulson als interimhoofd van het Departement voor Financiële Stabiliteit aangesteld (een soort assistent staatssecretaris), en beheerde daarmee het budget van 700 miljard dollar dat met de Emergency Economic Stabilization Act werd vrijgemaakt om de Amerikaanse banksector te redden. Hij werd daarom ook wel de 700 billion dollar guy genoemd. Omwille van zijn leeftijd en zijn betrekkelijk beperkte ervaring in de bank- en overheidssector werd zijn aanstelling bekritiseerd.
Van 2009 tot 2013 was hij werkzaam bij vermogensbeheerder PIMCO In 2014 stelde hij zich kandidaat voor het gouverneurschap van Californië, maar verloor. Vanaf 1 januari 2016 is hij voorzitter van de Federal Reserve Bank of Minneapolis.